# Montalto delle Marche
Montalto delle Marche es una localidad y comune italiana de la provincia de Ascoli Piceno, región de las Marcas, con 2310 habitantes.

## Evolución demográfica
| Gráfica de evolución demográfica de Montalto delle Marche entre 1861 y 2001 |
|                                                                             |
| Fuente ISTAT - elaboración gráfica de Wikipedia                             |